# Ernest Renan (croiseur cuirassé)
L’Ernest Renan est un croiseur cuirassé de la marine française qui a servi de type au développement de la classe Edgar Quinet.

Il porte le nom d'Ernest Renan (1823-1892), en l'honneur du philosophe et historien français.

## Histoire

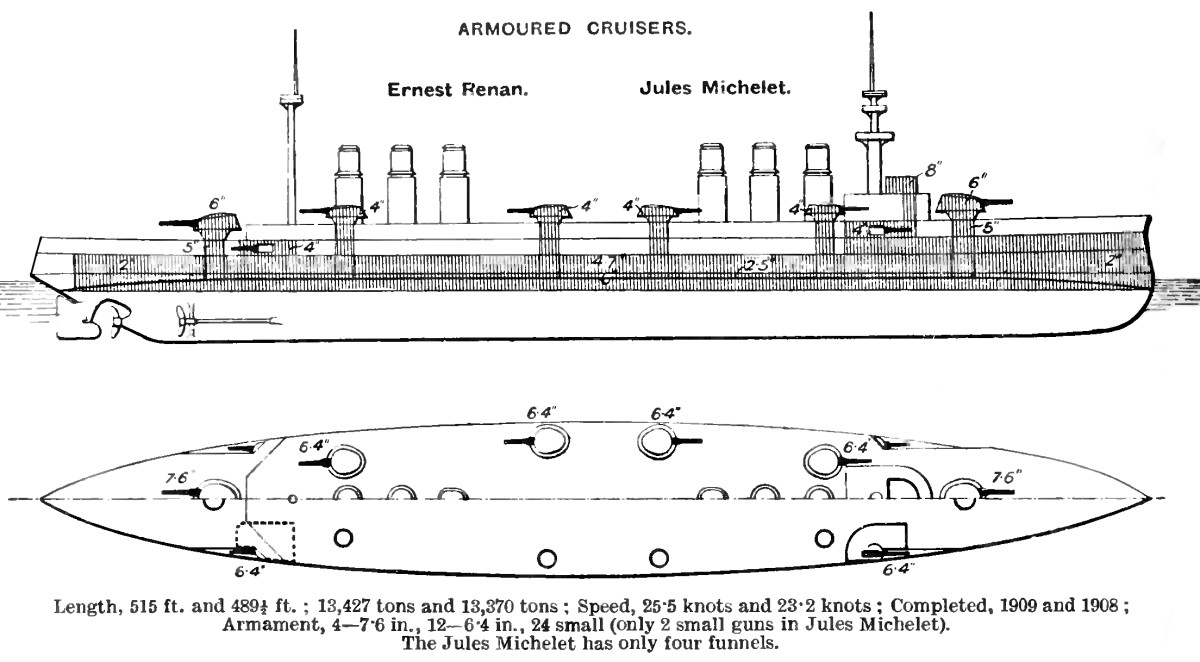
Schéma du Ernest Renan

Le croiseur cuirassé Ernest Renan est de la lignée du Léon Gambetta (1901). Il a servi dans la 1re division légère de Méditerranée.
Dans la nuit du 5 au 6 décembre 1916, le Renan faisant route sur Salonique, aborde à vingt nœuds le vapeur italien  Helvetia et le coupe en deux. Le naufrage fait, selon la presse, 15 morts, 115 personnes sont secourus.
En 1919, avec le Décidée et le Bambara, il participe à la défense de la Syrie.
En 1921, il transporta de Batoumi à Constantinople la classe politique de la République démocratique de Géorgie qui fuyait l'invasion soviétique de la Géorgie, notamment Ekvtimé Takhaïchvili et le trésor national géorgien,.
Il fut rayé du service en 1931 et sert comme navire-cible. Son sort final n'est pas clair. il aurait coulé en 1939 ou 1940 au large de Toulon après avoir été bombardé par un avion.